# Richard Goldschmidt
Richard Goldschmidt (Francoforte sul Meno, 12 aprile 1878 – Berkeley, 24 aprile 1958) è stato un genetista tedesco.
È considerato il primo ad aver integrato genetica, biologia dello sviluppo ed evoluzione. 